# 鳥取県道164号岩美停車場線
鳥取県道164号岩美停車場線（とっとりけんどう164ごう いわみていしゃじょうせん）は、鳥取県岩美郡岩美町を通る一般県道である。

## 概要
岩美郡岩美町大字浦富から岩美郡岩美町大字恩志に至る。

### 路線データ
- 起点：鳥取県岩美郡岩美町大字浦富（JR西日本山陰本線 岩美駅前、鳥取県道155号網代港岩美停車場線終点、鳥取県道186号岩美停車場新井線起点）
- 終点：鳥取県岩美郡岩美町大字恩志（恩志橋交差点、国道9号交点）
- 総延長：1.6 km

## 路線状況

### 通称
- およし道路

岩美駅開設後、岩井温泉の旅館木島屋の女将木島よしが駅から温泉地への道路建設を懇願したことにより、1912年（明治45年）に開通した。その由縁で本道路は通称「およし道路」と呼ばれている。また、かつて岩井町営軌道（廃線）の岩美 - 恩志間が本道路に沿って1926年（大正15年）に敷設されていた。

## 地理

### 通過する自治体
- 鳥取県
  - 岩美郡岩美町

### 交差する道路
| 交差する道路                                                  | 交差する場所 | 交差する場所        |
| ------------------------------------------------------------- | ------------ | ------------------- |
| 鳥取県道155号網代港岩美停車場線 鳥取県道186号岩美停車場新井線 | 大字浦富     | 起点                |
| 国道9号                                                       | 大字恩志     | 恩志橋交差点 / 終点 |

### 交差する鉄道
- 山陰本線

### 沿線
- JR西日本山陰本線 岩美駅